# Plectorhinchus multivittatus
Plectorhinchus multivittatus es una especie de peces de la familia Haemulidae en el orden de los Perciformes.

## Morfología
• Los machos pueden llegar alcanzar los 50 cm de longitud total.

## Distribución geográfica
Se encuentra en Taiwán y al norte de Australia.